# Roberto Jesús Contreras
Roberto Jesús Contreras (* 9. Mai 1959 in Monterrey, Nuevo León), auch bekannt unter dem Spitznamen El Wama, ist ein ehemaliger mexikanischer Fußballspieler auf der Position des Torwarts.

## Laufbahn
Contreras stand zwischen 1979 und 1990 bei seinem Heimatverein CF Monterrey unter Vertrag. Es dauerte aber bis 1984, ehe „El Wama“ sich zum Stammtorhüter seines Vereins entwickelt hatte. Bereits 1987 verlor er diesen Posten wieder. Doch in der dazwischen liegenden Zeit konnte er einige Triumphe genießen und wurde aufgrund seiner Leistung in diesen Jahren von der mexikanischen Sportzeitung Récord zum besten Torhüter in der Geschichte der Rayados gewählt.
Seine erfolgreichste Spielzeit war das unmittelbar vor der Fußball-Weltmeisterschaft 1986 ausgetragene Torneo México 86, das zusammen mit dem zuvor ausgetragenen Torneo Prode 85 die eigentliche Saison 1985/86 ersetzte. Zunächst gelang ihm am 14. Dezember 1985, dem zehnten Spieltag dieses Turniers, ein Tor. Der Treffer in der 73. Minute des Auswärtsspiels bei den Ángeles de Puebla bedeutete zugleich den 1:0-Sieg seiner Mannschaft, die sich am Ende des Turniers für die Liguillas qualifizierte, wo sie ohne Gegentor im Viertelfinale gegen Atlante (0:0 und 6:0) und im Halbfinale gegen Chivas (zweimal 1:0) ins Finale durchmarschierte. Dort setzte sie sich mit 1:2 und 2:0 n. V. gegen den Tampico-Madero FC durch und gewann den ersten Meistertitel der Vereinsgeschichte.
Seine letzte Saison 1990/91 verbrachte Contreras bei den UAT Correcaminos.

## Titel
- Mexikanischer Meister: México 86